# Tribuswinkel
Tribuswinkel är en ort i Österrike. Den ligger i kommunen Traiskirchen i förbundslandet Niederösterreich, i den östra delen av landet, 24 km söder om huvudstaden Wien. 